# Милош Ђокић
Милош Ђокић (Ужице, 6. септембра 1991) српски је фудбалер који тренутно наступа за Смедерево.